# Federazione cestistica del Bhutan
La Federazione cestistica del Bhutan è l'ente che controlla e organizza la pallacanestro in Bhutan.
La federazione controlla inoltre la nazionale di pallacanestro del Bhutan e ha sede a Thimphu.
È affiliata alla FIBA dal 1983 e organizza il campionato di pallacanestro del Bhutan.